# Французский язык в Онтарио
Онтарийский французский — языковой вариант французского языка, распространённый в провинции Онтарио (Канада). Близок к самому распространённому варианту французского языка в Канаде — квебекскому. В провинции Онтарио нет официального языка, но де-факто таковым является английский. Многочисленные услуги на французском языке доступны в соответствии с Актом об услугах на французском языке 1990 года в районах со значимой численностью франкофонов. Оттава — единственный из городов провинции, где с 2001 года проводится официальная политика билингвизма.
Онтарийский французский характеризуется французским лексиконом, который испытывает сильное влияние английского. Как отмечал Мишель Лорье в 1989 году, семантическая и стилистическая значимость использования сослагательного наклонения в нём постепенно исчезают. Эдвард Берньяк и Раймон Мужо в статье «Канадский французский язык за пределами Квебека: социолингвистический обзор» (фр. Le français canadien parlé hors Québec : aperçu sociolinguistique, 1989), подчеркнули некоторые особенности онтарийского французского:
- использование притяжательного à;
- переход правил английского языка во французский, например, французская фраза «J’ai vu un film sur/à la télévision» принимает «англицированную» форму «I saw a film on television», или «Je vais à la maison/chez moi» переходит в «I’m going home»;
- заимствование английских союзов, например, «so» вместо «ça fait que» или «alors»[2].

Подавляющее большинство франкоонтарийцев являются двуязычными и наряду с французским владеют также английским. Использование французского языка среди франкоонтарийцев постепенно сокращается из-за широкого распространения английского языка во всех сферах жизни — торговля, развлечения, СМИ и т. д. Английский язык всё больше вытесняет французский из обихода, даже при общении друзей, коллег или членов одной семьи.